# Pavel Berman
Pavel Lazarevič Berman (in russo Павел Лазаревич Берман?; Mosca, 13 gennaio 1970) è un violinista, direttore d'orchestra e docente russo.

## Biografia
Pavel Lazarevič Berman è nato a Mosca, in una famiglia di musicisti (è figlio del celebre pianista Lazar Berman). Si è formato alla Scuola Centrale di musica del Conservatorio Čajkovskij di Mosca, poi al Conservatorio di Mosca con Igor' Bezrodnyj. A sette anni si esibisce per la prima volta in pubblico con la Gor'kij Philharmonic Orchestra. 
Nel 1992 si è trasferito negli Stati Uniti per studiare con Dorothy DeLay e Isaac Stern.  
Berman ha vinto il primo premio al Concorso Internazionale di violino di Indianapolis nel 1990. Da allora ha ottenuto fama internazionale. Berman ha suonato in Europa, Stati Uniti, Giappone e Russia (dal 1997 anche come direttore).
Berman si è esibito come solista e direttore d’orchestra con orchestre quali I Virtuosi Italiani, Virtuosi di Mosca, Orchestra da Camera di Mantova, Orchestra Haydn di Bolzano e Trento, Orchestra del Teatro Farnese, Orchestra del Teatro Filarmonico, Orchestra del Teatro Carlo Felice, Orchestra Sinfonica Nazionale della RAI, Orchestra Filarmonica della Fenice, Orchestra di Santa Cecilia, Orchestra Sinfonica di Mosca, Orchestra Filarmonica di Praga, Orchestra Sinfonica di Praga, Orchestra della Radio Nazionale di Romania, Orchestra di Gulbenkian, Royal Liverpool Philharmonic, Orchestra del Teatro Nacional de São Carlos, Württemberg Chamber Orchestra Heilbronn, Staatskapelle Dresden, Berliner Symphoniker, Lithuanian National Symphony Orchestra, Indianapolis Symphony Orchestra, Atlanta Symphony Orchestra, Dallas Symphony Orchestra, China Philharmonic Orchestra.
Pavel Berman ha suonato in prestigiose sale come la Carnegie Hall di New York, al Théâtre des Champs Elysées e alla Salle Gaveau di Parigi, Herkulessaal di Monaco, Auditorio Nacional di Madrid, Bunka Kaikan di Tokyo, Teatro alla Scala di Milano, Palais des Beaux Arts di Bruxelles e altri.
Nel 1998 Pavel Berman ha fondato ed è diventato direttore musicale dell’Orchestra da Camera di Kaunas in Lituania, che si è poi trasformata in Kaunas Symphony Orchestra. Ha all’attivo numerose registrazioni per diverse case discografiche.
Insegna al Conservatorio di Lugano e all’Accademia Lorenzo Perosi di Biella.